# Aphis grandis
Aphis grandis är en insektsart. Aphis grandis ingår i släktet Aphis och familjen långrörsbladlöss. Inga underarter finns listade i Catalogue of Life.